# Otto Wels

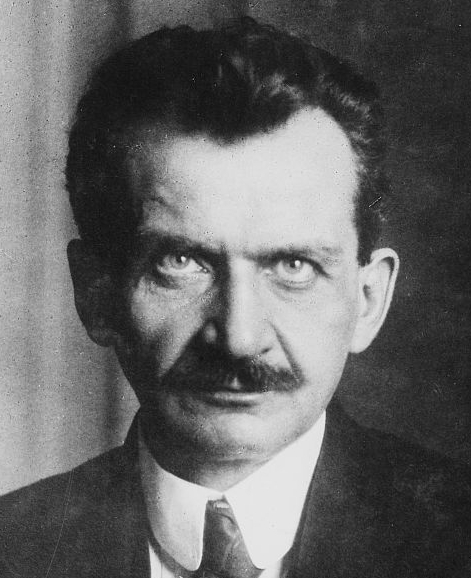
Otto Wels

Otto Wels (* 15. September 1873 in Berlin; † 16. September 1939 in Paris) war ein sozialdemokratischer deutscher Politiker.
Wels war von 1919 bis in die Zeit der Exil-SPD während der Herrschaft der Nationalsozialisten SPD-Vorsitzender. Von 1912 bis 1918 war er Abgeordneter des Reichstags des Deutschen Kaiserreichs, von 1919 bis 1920 Mitglied der Weimarer Nationalversammlung und von 1920 bis 1933 Abgeordneter des Reichstags der Weimarer Republik.

## Leben

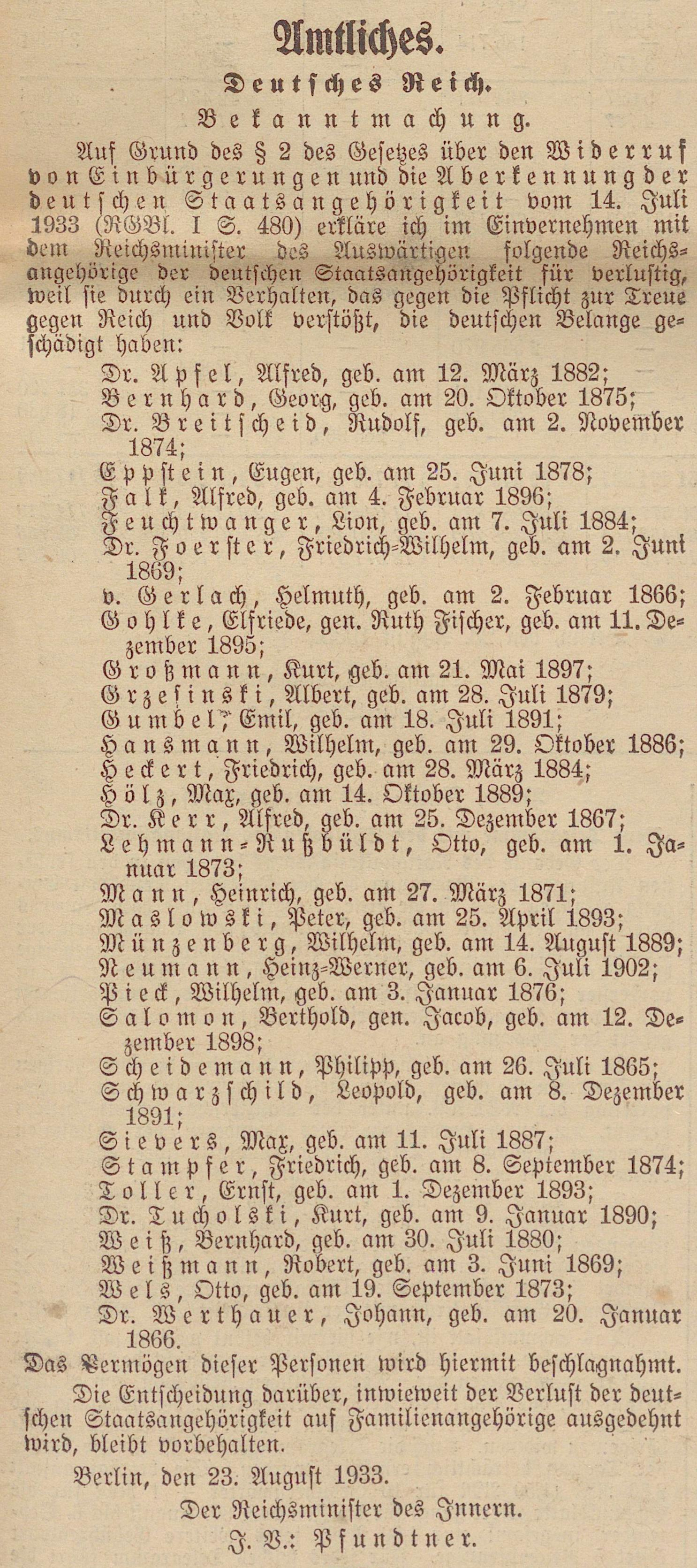
Otto Wels wurde bereits auf der ersten Ausbürgerungsliste vom 25. August 1933 nach der NS-Machtübernahme aufgelistet

Otto Wels wurde als Sohn eines Gastwirts in Berlin geboren. 1891 trat er in die SPD ein und begann gleichzeitig eine Lehre als Tapezierer. Nach Abschluss der Lehre arbeitete er in Berlin, Regensburg und München. Von 1895 bis 1897 leistete er Militärdienst.
Wels besuchte die Parteischule der SPD und begann sich 1906 hauptamtlich politisch zu engagieren. Er wurde für den Verband der Tapezierer gewerkschaftlich aktiv. Von 1907 arbeitete er als Parteisekretär in Brandenburg und gleichzeitig in der Pressekommission des Vorwärts.
Seine Parteiarbeit war erfolgreich, so dass er 1912 für den Wahlkreis Calau-Luckau in den Reichstag einzog und ein Jahr später auf Vorschlag August Bebels in den SPD-Parteivorstand wechselte.
Nach der von ihm eröffneten Reichstagssitzung am Morgen des 9. November 1918 folgte Wels einer Bitte der Naumburger Jäger, ihnen die politische Lage zu erläutern. Bis zu diesem Zeitpunkt war er kein die SPD prominent nach außen vertretender Abgeordneter gewesen. Alexander von Linsingen, Oberbefehlshaber und Gouverneur von Berlin, war am Morgen dieses Tages noch zuversichtlich, dass nichts verloren wäre, solange Berlin gehalten würde. Vorsorglich hatte er in den Tagen vorher als besonders kaisertreu geltende Truppenteile, wie die Naumburger Jäger, zur Verstärkung in die Stadt geholt.
Wels kam der Bitte der auf dem Hof der Alexanderkaserne angetretenen Jäger nach. Hierbei überzeugte er sie, dass sie, um einen Bürgerkrieg zu vermeiden, nicht schießen dürften. Im Anschluss an seine Rede liefen die Soldaten des Jägerbataillons als erste zu den Aufständischen über. Wels, beflügelt von seinem Erfolg bei den Jägern, redete noch in anderen Kasernen. Es war Wels zu verdanken, dass nur 15 Menschen starben.
Nach dem Ersten Weltkrieg wurde er am 9. November 1918 Mitglied des Arbeiter- und Soldatenrats in Berlin, wo er sich dafür einsetzte, dass neben der SPD auch die USPD gleichberechtigt vertreten war, und wurde am nächsten Tag Stadtkommandant von Berlin. Als solcher ließ er am 6. Dezember 1918 demonstrierenden Spartakisten den Weg versperren. Die Regierungstruppen hatten Anweisung, nur in Notwehr von der Waffe Gebrauch zu machen. Welche Seite tatsächlich das Feuer eröffnete, ist ungeklärt. Fest steht, dass mindestens 16 Menschen starben. Außerdem war er in dieser Position maßgeblich an den Verhandlungen beteiligt, die zur Räumung des Berliner Stadtschlosses durch die Volksmarinedivision führen sollten. Da diese Verhandlungen nicht wie von den Meuterern erwartet verliefen, wurde er schließlich vom 23. bis zum 24. Dezember 1918 von meuternden Matrosen im Marstall festgesetzt und misshandelt. Angriffe von regulären Truppen auf Schloss und Marstall, die sogenannten Weihnachtskämpfe, blieben erfolglos. Verhandlungen mit den Meuterern führten zu einer Kompromisslösung: Die Volksmarinedivision räumte Schloss und Marstall und ließ Wels frei, der aber vom Posten des Stadtkommandanten zurücktreten musste; außerdem erhielt die Volksmarinedivision ihren ausstehenden Sold und blieb als Truppe erhalten.
Ab 1919 war Wels Parteivorsitzender der SPD und erhielt einen Sitz zuerst in der Nationalversammlung, danach im neuen Reichstag. Er gehörte dem „Ausschuß zur Vorberatung des Entwurfs einer Verfassung des Deutschen Reichs“ der Nationalversammlung an.

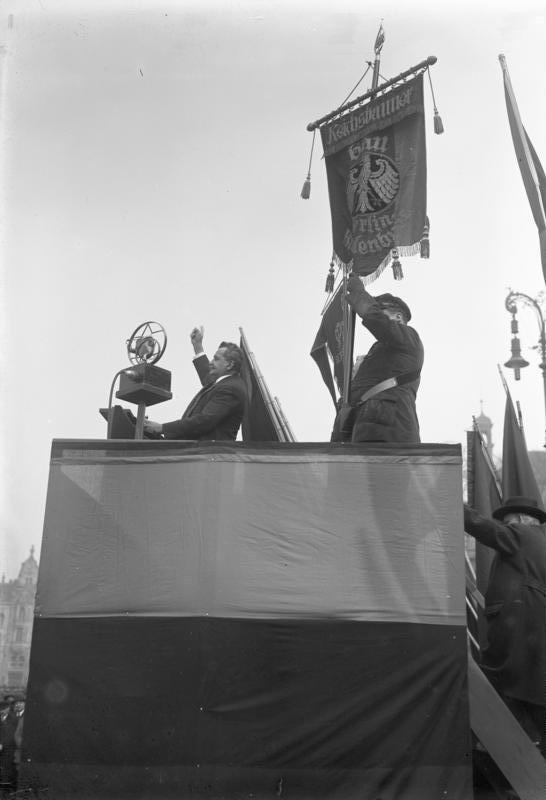
Wels spricht 1932 bei einem Aufmarsch der Eisernen Front im Berliner Lustgarten

Wels leitete zusammen mit Carl Legien den Generalstreik während des Kapp-Putsches und erzwang danach den Rücktritt Gustav Noskes. Er setzte sich maßgeblich für die Gründung des Reichsbanners Schwarz-Rot-Gold und später der Eisernen Front ein. Er saß ebenfalls im Vorstand der Sozialistischen Arbeiterinternationalen.
Wels befürwortete die Tolerierungspolitik der SPD gegenüber dem Reichskanzler Heinrich Brüning. Er war nach dem Preußenschlag gegen die Regierung Otto Braun gegen einen Generalstreik. Im Herbst 1932 allerdings befürwortete er den Generalstreik und untersagte jegliche Verhandlungen der SPD mit der Regierung Kurt von Schleicher.
Nach der Machtübernahme der NSDAP am 30. Januar 1933, der Reichstagswahl am 5. März 1933 und der ersten Verhaftungswelle übernahm Wels es am 23. März 1933, für die SPD die Ablehnung des Ermächtigungsgesetzes zu begründen, welches die nationalsozialistische Diktatur etablierte. Er tat dies trotz der bereits einsetzenden Verfolgung und der Anwesenheit von SA-Männern im Saal mit einer klaren Absage an den Nationalsozialismus. In dieser letzten freien Rede im Deutschen Reichstag sagte er: „Freiheit und Leben kann man uns nehmen, die Ehre nicht.“ Willy Brandt erklärte Jahrzehnte später, Wels habe bei dieser Rede nicht nur sein Redemanuskript bei sich gehabt, sondern auch eine Giftampulle für den Fall, dass er noch während der Sitzung verhaftet werden sollte.
Alle 94 anwesenden SPD-Abgeordneten stimmten gegen das Gesetz. Die 81 Mandate der KPD waren aufgrund der Reichstagsbrandverordnung vom 28. Februar bereits am 8. März annulliert worden. Die restlichen Abgeordneten des Reichstags stimmten für das Ermächtigungsgesetz. Adolf Hitler antwortete auf die Rede von Otto Wels: „Ich will auch gar nicht, dass Sie dafür stimmen. Deutschland soll frei werden, aber nicht durch Sie.“ In den Wochen danach wurden er und Rudolf Breitscheid von Konstantin von Neurath als Beispiele zitiert, dass ausländische Presseberichte über Terror der Nazis gegenüber Andersdenkenden nur Verleumdung seien.
Im Mai 1933 sandte der Parteivorstand Wels unter dem Eindruck der Zerschlagung der Gewerkschaften nach Saarbrücken im französisch kontrollierten Saargebiet. Wenig später verlegte der Exilvorstand der SPD seinen Sitz nach Prag. Im August 1933 erkannte die nationalsozialistische Regierung in der ersten Ausbürgerungsliste des Deutschen Reichs Wels die deutsche Staatsangehörigkeit ab.
In Prag baute Wels die Exilorganisation der SPD (Sopade) auf. Infolge des Münchener Abkommens musste der Exilvorstand Prag verlassen und begab sich Ende 1938 nach Paris, wo Wels am 16. September 1939 im Alter von 66 Jahren starb. Sein Grab liegt in Chatenay-Malabry („cimetière nouveau“), Zweite Abteilung, Reihe E.

## Würdigungen
In mehreren deutschen Städten, wie z. B. Alzey, Berlin, Bremen, Brühl, Dortmund, Drensteinfurt, Fürth, Göttingen, Hamm, Hannover, Herten, Karlsruhe, Köln, Mainz, Marl, Mitterteich, München, Neuss, Nürnberg, Oldenburg, Paderborn, Troisdorf, Wetzlar, Wiesbaden, Wolfsburg, Worms und Würzburg sind Straßen, Plätze und Schulen nach Otto Wels benannt. In Freiburg im Breisgau wurde 2020 die Hindenburgstraße in Otto-Wels-Straße umbenannt, ebenso in Hamburg, hier nur ein Teilstück durch den Stadtpark, das 2025 allerdings bis zum U-Bahnhof Alsterdorf verlängert wurde. 
Zum 70. Todestag wurde am 16. September 2009 eine Gedenk-Stele im Berliner Bezirk Treptow-Köpenick der Öffentlichkeit übergeben. Dabei würdigte der ehemalige SPD-Vorsitzende Gerhard Schröder die Verdienste und den Mut des Sozialdemokraten durch seinen Einsatz bei der letzten freien Reichstagssitzung im März 1933 gegen das Ermächtigungsgesetz der NSDAP.
Die SPD-Bundestagsfraktion hat den von ihr genutzten Sitzungssaal, den Raum 3 S 001 im Reichstagsgebäude, nach Otto Wels benannt.
Im Jahr 2013 rief sie den Otto-Wels-Preis für Demokratie ins Leben.
Am 23. März 2017 gab Bundestagspräsident Norbert Lammert bekannt, dass das vom Bundestag genutzte Gebäude Unter den Linden 50 von nun an „Otto-Wels-Haus“ heißen wird.

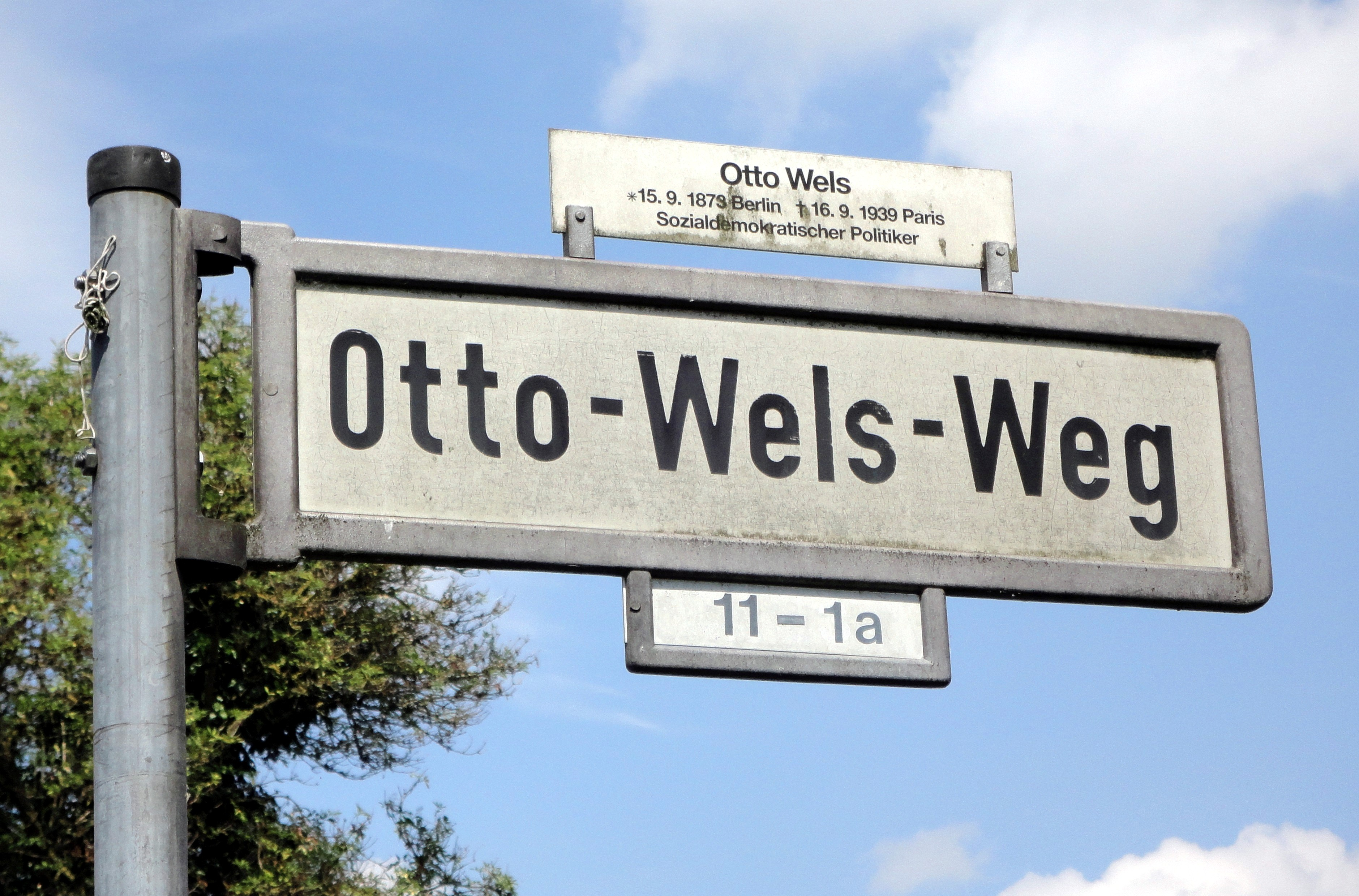
Göttingen-Weende, Otto-Wels-Weg
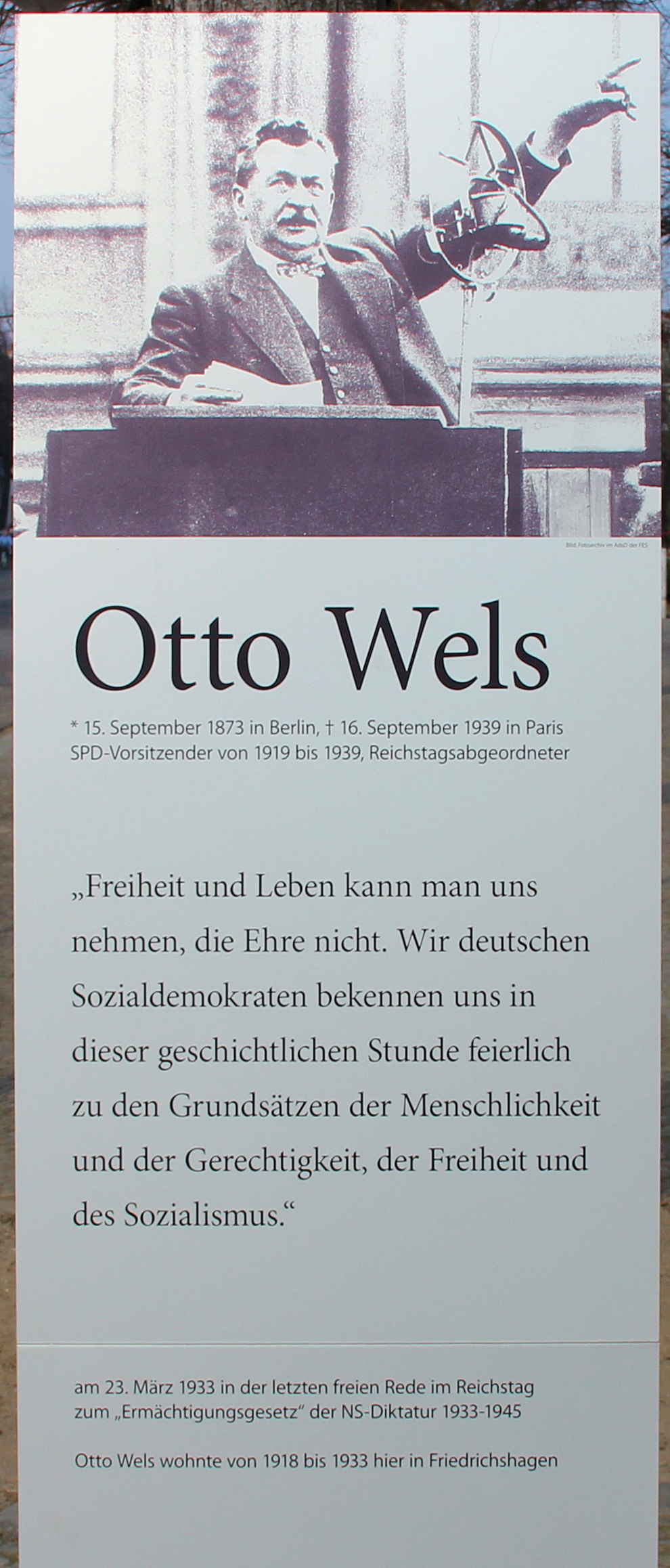
Gedenktafel in Berlin-Friedrichshagen
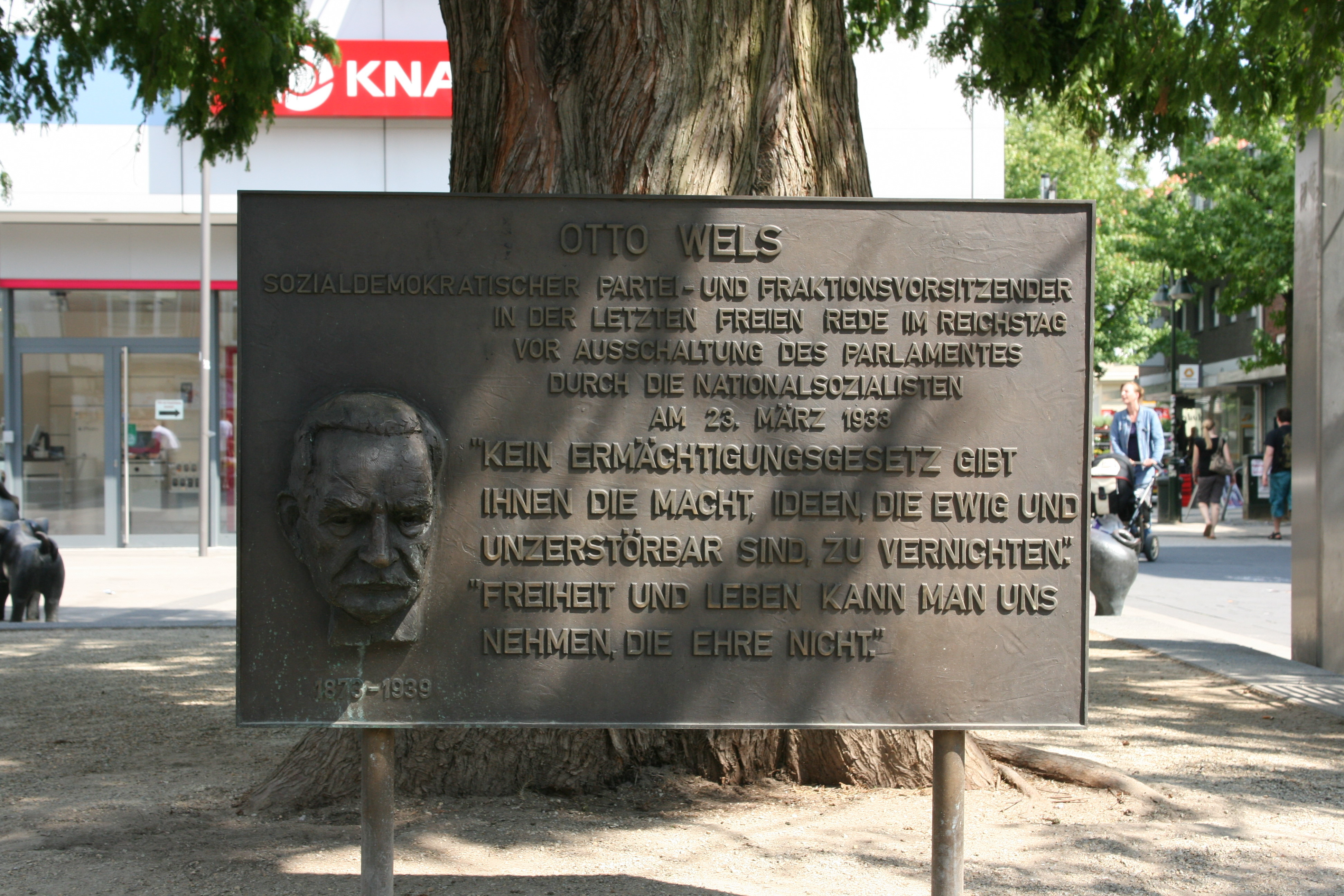
Gedenktafel in Herten
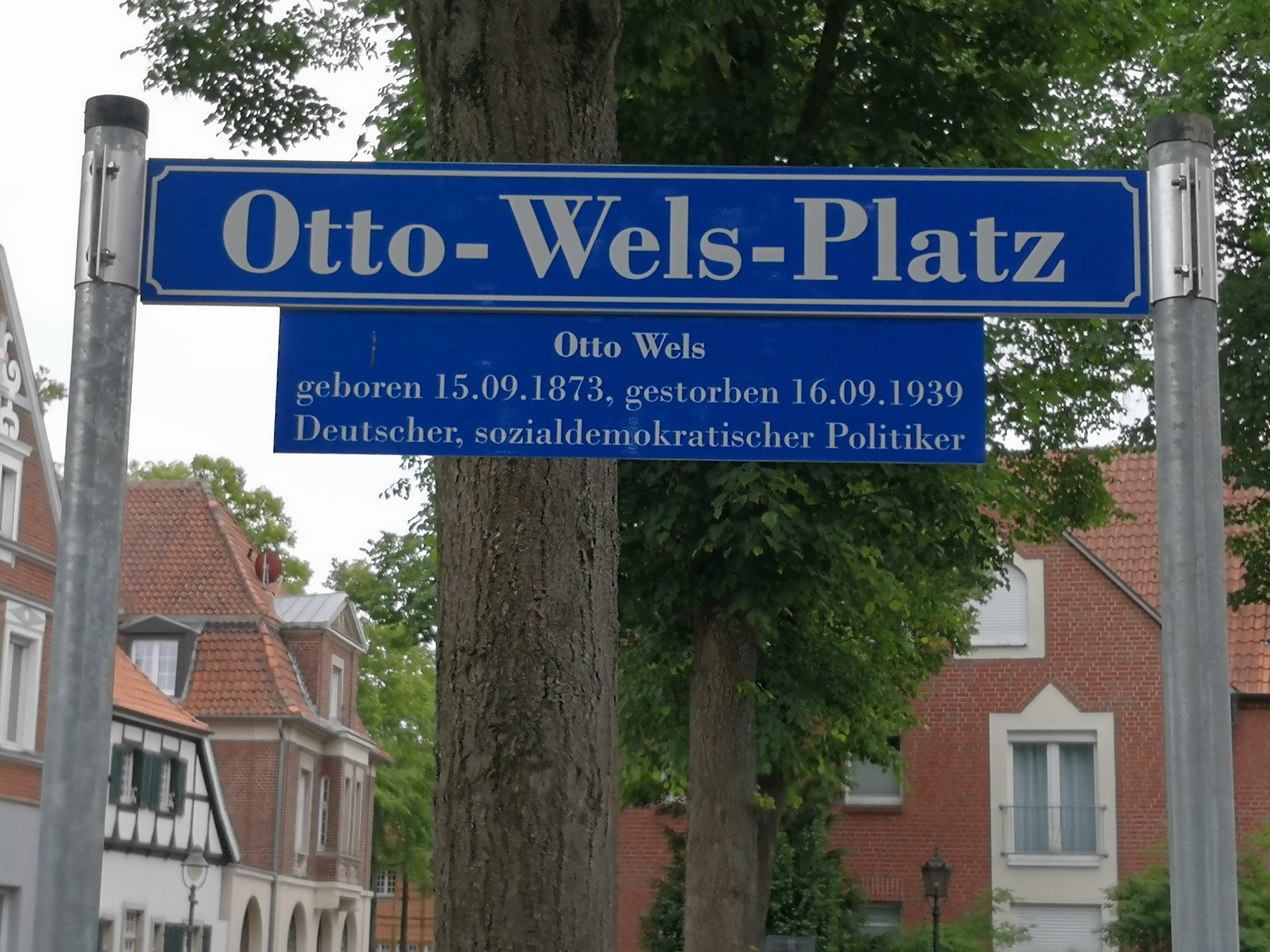
Otto-Wels-Platz, Alte Post, Drensteinfurt

## Veröffentlichungen
- 1920: Bolschewismus von Rechts. Rede. Berlin, Verlag für Sozialwissenschaften.
- 1921: Ultimatum. Rede. Berlin, Dietz Verlag.
- 1922: Einigung! Rede. Berlin, Dietz Verlag.
- 1933: Rede zur Begründung der Ablehnung des „Ermächtigungsgesetzes“ durch die Sozialdemokratische Fraktion in der Reichstagssitzung vom 23. März 1933 in der Berliner Krolloper. Herausgegeben und mit einem Vorwort von Iring Fetscher, Hamburg, Europäische Verlagsanstalt, 1993.